# Pheidole eowilsoni
Pheidole eowilsoni  (лат.) — вид муравьёв рода Pheidole из подсемейства Myrmicinae (Formicidae). Центральная Америка: Коста-Рика. Встречается на высотах от 370 до 800 м. Мелкие муравьи (3—5 мм) коричневого цвета. Мандибулы и наличник гладкие и блестящие. Скапус усиков у крупных рабочих короткий (вдвое меньше длины головы), в то время как у мелких особей скапус длинный (превышает длину головы). Проподеальные шипы тонкие и приподняты кверху (почти перпендикулярные к дорсальной поверхности проподеума). Ширина головы мелких рабочих (HW) — 0,59—1,04 мм (у солдат до 2,58), длина их головы — (HL) 0,65—1,13 (у солдат до 2,27 мм). Стебелёк между грудкой и брюшком состоит из двух члеников: петиолюса и постпетиолюса (последний четко отделен от брюшка). 
Вид был описан в 2009 году американским мирмекологом Джоном Лонгино (англ. John T. Longino; The Evergreen State College, Олимпия, штат Вашингтон) и назван в честь энтомолога Эдварда Уилсона (англ. E. O. Wilson), крупного специалиста по муравьям.